# Cerro Palúa
Palúa es un cerro de 865 m s. n. m. ubicado en Suramérica, en la periferia septentrional de Colombia. Se sitúa al noreste del Departamento La Guajira y pertenece a la serranía de Macuira, donde llega a ser la elevación más prominente de dicho lugar y del macizo guajiro; a la vez que conforma un parque natural (ver: Parque nacional natural Macuira).
El nombre «Palúa» proviene del idioma guajiro Palüa [paɾɨa], —también conocido como Chímaré— de Shiimalee [ʃīmaɾē], con significado desconocido en la actualidad.

## Características
Entre las características principales del cerro esta su forma de cono perfecto. Además es una eminencia que se alinea con respecto a la costa del mar Caribe, de esta manera, atrapa las nubes desplazadas por los vientos alisios —nordeste en su contexto popular—; acción favorable para su ecosistema local.
Por el cerro fluyen riachuelos que bajan hacia el valle de su serranía, donde se deposita  el agua, siendo esta la única forma de almacenamiento del líquido, debido a que en el mencionado lugar caen escasas precipitaciones.